# توماس هال
توماس هال (بالإنجليزية: Thomas Hall) (و. 1982  م) هو راكب الكنو كندي، ولد في مونتريال، شارك في الألعاب الأولمبية الصيفية 2008، وركوب الكنو في الألعاب الأولمبية الصيفية 2008 – رجال زورق فردي 1000 متر ‏.
.

## التعليم
تعلم في جامعة مكغيل.

## روابط خارجية
- توماس هال على موقع أوليمبيديا (الإنجليزية)